# 3Hz
3Hz (باليابانية: 株式会社3Hz، بالروماجي: Kabushiki-gaisha San Herutsu) هو استوديو رسوم متحركة ياباني، تأسيس من قبل أعضاء سابقين في استوديو كينيما سيتروس، في مارس 2013، ويقع مقره في سوغينامي، طوكيو.

## أعمال الاستوديو

### مسلسلات أنمي تلفزيونية
- فلب فلابرز (2016)[1]
- برنسس برنسبل (بالتعاون مع آكتيس 2017)[2]
- سورد آرت أونلاين ألترنيتيف: غان غيل أونلاين (2018)[3]

## وصلات خارجية
- الموقع الرسمي (باليابانية)

3Hz على موقع IMDb (الإنجليزية)